# Quim Monzó
Quim Monzó (IPA: [ˈkim munˈso]), all'anagrafe Joaquim Monzó i Gómez (Barcellona, 24 marzo 1952) è uno scrittore e saggista spagnolo.

## Biografia
Nato a Barcellona, in Catalogna, da padre catalano e da madre andalusa originaria di Huéscar, Monzó ha scritto i dialoghi del film di Bigas Luna Prosciutto prosciutto. In Italia le sue opere sono state tradotte da Gina Maneri e Glauco Felici. Il suo primo romanzo è apparso nel 1976. Ha pubblicato numerosi romanzi, racconti e raccolte di articoli, è stato tradotto in oltre venti lingue e ha vinto diversi premi letterari.  Pubblica attualmente un articolo ogni giorno sul quotidiano La Vanguardia.
Nel 2007 ha scritto e letto il discorso di apertura della Fiera del libro di Francoforte, anno in cui la cultura della Catalogna, sua regione d'origine, è stata l'ospite della manifestazione. Monzó ha progettato un acclamato discorso in forma di racconto breve che differiva completamente dagli interventi tradizionali. Da dicembre 2009 ad aprile 2010 si è svolta, in Galleria Arts Santa Mònica di Barcellona, una grande retrospettiva sulla sua vita e la sua opera, che è stata intitolata Monzó.

### Romanzi e racconti tradotti in italiano
- Olivetti, Moulinex, Chaffoteaux et Maury. Marcos y Marcos, 1993, trad. Gina Maneri.
- Il perché di tutto sommato. Marcos y Marcos, 1994, trad. Gina Maneri.
- La magnitudo della tragedia. Marcos y Marcos, 1995, trad. Gina Maneri.
- Guadalajara. Marcos y Marcos, 1997, trad. Gina Maneri.
- Il migliore dei mondi. Einaudi, 2008, trad. Glauco Felici.
- Mille cretini. Marcos y Marcos, 2013, trad. Gina Maneri.

### Romanzi e racconti in catalano
- L'udol del griso al caire de les clavegueres, 1976
- Self Service, 1977, con Biel Mesquida.
- Uf, va dir ell, 1978.
- Olivetti, Moulinex, Chaffoteaux et Maury, 1980.
- Benzina, 1983.
- L'illa de Maians, 1985.
- La magnitud de la tragèdia, 1989.
- El perquè de tot plegat, 1993.

- Guadalajara, 1996.
- Vuitanta-sis contes, 1999.
- El millor dels mons, 2001.
- Mil cretins, 2007.

### Saggistica in catalano
- El dia del senyor, 1984.
- Zzzzzzzz, 1987.
- La maleta turca, 1990.
- Hotel Intercontinental, 1991.
- No plantaré cap arbre, 1994.
- Del tot indefens davant dels hostils imperis alienígenes, 1998.
- Tot és mentida, 2000.
- El tema del tema, 2003.
- Catorze ciutats comptant-hi Brooklyn, 2004.
- Esplendor i glòria de la Internacional Papanates, 2010.